# Municipio de Monroe (condado de Juniata)
El municipio de Monroe (en inglés: Monroe Township) es un municipio ubicado en el condado de Juniata en el estado estadounidense de Pensilvania. En el año 2000 tenía una población de 2.042 habitantes y una densidad poblacional de 40.2 personas por km².

## Geografía
El municipio de Monroe se encuentra ubicado en las coordenadas 40°40′00″N 77°07′59″O / 40.66667, -77.13306.

## Demografía
Según la Oficina del Censo en 2000 los ingresos medios por hogar en la localidad eran de $38,807 y los ingresos medios por familia eran de $41,731. Los hombres tenían unos ingresos medios de $30,064 frente a los $22,102 para las mujeres. La renta per cápita de la localidad era de $16,477. Alrededor del 7,8% de la población estaba por debajo del umbral de pobreza.